# El País (Cali)
El País (Português: O País) é um jornal diário regional com sede em Cali, na Colômbia, e o principal jornal da região do Pacífico colombiano [en]. El País é sócio da Associação de Jornalistas Latino-americanos [en].